# Вишеград (Босния и Герцеговина)
См. также Вышеград, Вышгород
Ви́шеград (босн. Višegrad, серб. Вишеград / Višegrad, хорв. Višegrad), в некоторых русскоязычных источниках Вышеград — город в восточной части Республики Сербской, Босния и Герцеговина (вошёл в состав Республики Сербской по Дейтонским соглашениям). Центр одноимённой общины. Он стоит на Дрине, на пути из Горажде и Устипрачи в сербский город Ужице. Неподалёку от города находится гора Варда. Название происходит от прасл. vyše gordъ — крепость, расположенная на реке выше по течению от какого-то важного места.
Численность населения города по переписи 2013 года составила 5 869 человек, общины — 11 774 человека (в 1991 году — 21 199 человек).

## Климат
Климат в Вишеграде умеренно континентальный. Средняя температура лета +19.1 °C, зимняя −1.3 °C. Средняя годовая температура +9.5 °C.

## Население
Население общины Вишеград в 1991 году было 21199 человек. Из них:
- босняки (мусульмане) — 13471 (63.54 %);
- сербы — 6743 (31.8 %);
- югославы — 319 (1.5 %);
- хорваты — 32 (0.15 %);
- остальные — 634 (3.37 %).

После Боснийской войны 1992—1995 годов численность населения и национальный состав общины Вишеград значительно изменились. Численность населения общины сократилась в два раза. Сербы стали преобладающим большинством, а численность мусульман уменьшилась в несколько раз.
В 2013 году в общине Вишеград проживало 10668 человек. Из них:
- сербы — 9338 (87.53 %);
- босняки (мусульмане) — 1043 (9.77 %);
- хорваты — 33 (0.3 %);
- остальные — 54 (1.5 %);
- национальность не указана — 200 (1.87 %).

## Культура

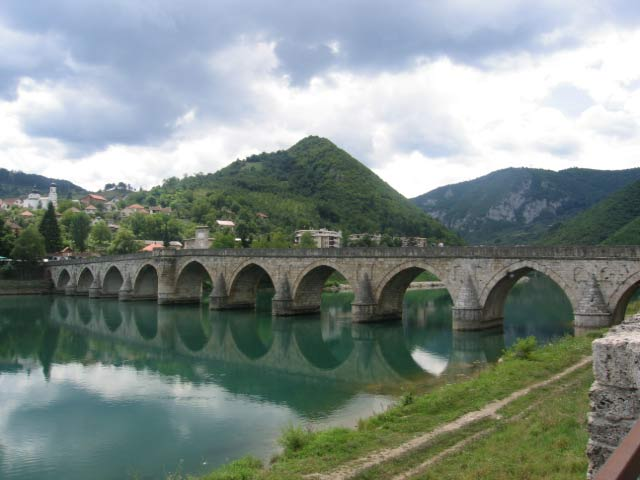
Мост через реку Дрина в Вишеграде

Город привлекает многих туристов: он знаменит своим мостом через Дрину, построенным Мехмедом-пашой в 1571 году. Мост занесён в список всемирного достояния ЮНЕСКО, о нём написан роман «Мост на Дрине» Иво Андрича (1945), в том числе за который автор был удостоен Нобелевской премии в области литературы в 1961 году.
В 2014 году в Вышеграде был открыт культурный градостроительный проект «Андричград», основным идеологом и инвестором которого является режиссёр Эмир Кустурица. Андричград представляет собой город в городе — он расположен на правом берегу Дрины на 400м ниже Вышеградского моста и занимает площадь 1,7 Га. На этой территории есть отели, рестораны, магазины, музеи, картинная галерея, а также собственный муниципалитет, Андричев институт и храм Святого князя Лазаря.

## Спорт
Спортивные клубы города: футбольный клуб «Дрина», баскетбольный клуб «Варда», волейбольный клуб «Хидроелектране на Дрини», гандбольный клуб «Вишеград», клуб по дзюдо «Вишеград», клуб по карате «Дрина», плавательный клуб «Вишеград», гребной клуб «Едрина», клуб по альпинизму «Столац».